# Вітлі-Сіті (Кентуккі)
Вітлі-Сіті (англ. Whitley City) — переписна місцевість (CDP) в США, в окрузі Маккрірі штату Кентуккі. Населення — 968 осіб (2020).

## Географія
Вітлі-Сіті розташоване за координатами 36°43′43″ пн. ш. 84°28′35″ зх. д. / 36.72861° пн. ш. 84.47639° зх. д. (36.728535, -84.476252).  За даними Бюро перепису населення США в 2010 році переписна місцевість мала площу 6,00 км², з яких 5,97 км² — суходіл та 0,02 км² — водойми.

## Демографія
Згідно з переписом 2010 року, у переписній місцевості мешкало 1170 осіб у 460 домогосподарствах у складі 306 родин. Густота населення становила 195 осіб/км².  Було 530 помешкань (88/км²).
Расовий склад населення:
| - 97,4 % — білих - 0,9 % — корінних американців - 0,2 % — чорних або афроамериканців - 0,2 % — азіатів |

До двох чи більше рас належало 1,0 %. Частка іспаномовних становила 0,9 % від усіх жителів.
За віковим діапазоном населення розподілялося таким чином: 23,8 % — особи молодші 18 років, 62,7 % — особи у віці 18—64 років, 13,5 % — особи у віці 65 років та старші. Медіана віку мешканця становила 34,8 року. На 100 осіб жіночої статі у переписній місцевості припадало 103,1 чоловіків;  на 100 жінок у віці від 18 років та старших — 99,3 чоловіків також старших 18 років.
За межею бідності перебувало 61,0 % осіб, у тому числі 100,0 % дітей у віці до 18 років та 33,7 % осіб у віці 65 років та старших.
Цивільне працевлаштоване населення становило 103 особи. Основні галузі зайнятості: будівництво — 57,3 %, роздрібна торгівля — 31,1 %, мистецтво, розваги та відпочинок — 11,7 %.